# Багратионовск
Багратионовск (рус. Багратионовск, пољ. Pruska Iława) је град у руској Калињинградској области. Налази се 37 километара јужно од Калињинграда, 2 километра од границе са Пољском. Према попису становништва из 2010. у граду је живело 6400 становника.
Од 1585. до 1946. град се звао Пруски Ејлау. Од 7. до 8. фебруара 1807. у близини града вођена је битка код Ејлауа, где су се сукобиле француска војска предвођена Наполеоном и руска војска предвођена генералом Леонтијем Бенигсеном потпомогнута пруским трупама. И поред великог броја жртава (око 25.000 укупно), битка није дала јасног победника. Дана 7. септембра 1946. град је добио данашње име у част генерала Петра Багратиона, хероја руског рата против Наполеона 1812.

## Становништво
Према прелиминарним подацима са пописа, у граду је 2010. живело становника, (%) више него 2002.
| 1939. | 1959. | 1970. | 1979. | 1989. | 2002. | 2010. |
| ----- | ----- | ----- | ----- | ----- | ----- | ----- |
| 7.485 | 4.438 | 5.563 | 6.049 | 6.728 | 7.216 | 6.400 |

## Градови побратими
- Ферден
- Горово Илавецкје
- Бартошице
- Јонава